# 先锋号大炮
先锋号大炮是中华人民共和国于20世纪60年代开发的一款超级高射炮，属于640工程反导系统一部分，项目代号640-2工程。计划用于向近地轨道发射核弹头以拦截进入中华人民共和国领空的近地飞行器和洲际导弹。

## 历史
1964年3月23日，中国国防科委召开了弹道导弹防御科学讨论会。参加讨论会的一共有三十多位科学家和军方领导，分别来自中国四机部、国防部五院、国防部十院、中国科学院、解放军炮兵等单位。会议会明确了反导的三个可能途径，并就此做了初步分工：国防部五院负责导弹反导弹系统，中科院上海光机所则负责研制激光反导系统，炮兵科学研究院负责超炮反导系统，即先锋号超级大炮。
1965年，二一〇所在85毫米口径滑膛炮上进行了试验。经过改装后，重达4公斤的弹丸其初速达到了1200米/秒，这个速度比改装前提高50%，但用于反导速度仍嫌不够。
1966-1968年，在140炮毫米口径的滑膛炮上进行了11次48发试验，发射18公斤重的弹头初速达到了1600米/秒，射高达到了74公里，射程130公里，1000米立靶射击精度0.0168%，达到了当时国际水平。但弹丸威力过小，射程也达不到要求。
在滑膛炮发射次口径弹试验的同时，二一〇所还进行了320毫米次口径火箭加力弹、固体冲压加力弹的研究试验，确定了420毫米超级大炮——“先锋号”超级大炮的设计方案：炮长26米，炮重155吨，弹重160公斤，初速900米/秒，可发射160千克重的火箭助推弹头。计划用来拦截东风三号导弹实验。
20世纪70年代初，“先锋”大炮进行了一系列试射。虽然在射程上满足要求，但射击精度不太理想。1977年，“先锋”大炮计划被中止，1980年3月被最终取消。

## 意义
二一〇所通过对先锋号的一系列实验和研究，取得了大量科研数据，直接推动了中国空间飞行器再入回收技术的进展，对日后的中国航天工业意义重大。